# أنهيدراز كربوني 12
الأنهيدراز الكربوني 12 (بالإنجليزية: Carbonic anhydrase 12)‏ هو إنزيم يُرمَّز لدى البشر بواسطة الجين CA12.

## الوظيفة
الأنهيدرازات الكربونية هي عائلة من إنزيمات الزنك الفلزية التي تحفز إماهة ثنائي أكسيد الكربون. وتشارك في مختلف العمليات البيولوجية بما في ذلك: التنفس، التكلس، توازن الحمض-أساس، الارتشاف العظمي وتكون الخلط المائي، السائل الدماغي الشوكي، اللعاب والحمض المعدي. تبدي الأنهيدرازات الكربونية تنوعا كبيرا في التوزع النسيجي وفي تموضعها الخلوي.
الناتج الجيني هو بروتين غشائي من النوع 1 يُعبر عنه بكثرة في الأنسجة العادية مثل: الكلية والقولون والبنكرياس ووُجد أنه يُعبر عنه بإفراط في 10% من سرطانة الخلية الكلوية الصافية [الإنجليزية]. توجد نسختان مختلفتان ترمزان نظيرين مختلفين من هذا البروتين.

## علم الأمراض
تؤدي طفرات فقدان الوظيفة في جين CA12 إلى حدوث اختلالات في إفرازات السوائل والكربونات في الأمراض التالية:
1) المتلازمة الشبيه بالتليف الكيسي مع مستويات طبيعية من البروتين منظم موصلية التليف الكيسي عبر الغشاء (CFTR).
2) التهاب البنكرياس.
3) متلازمة شوغرن
4) جفاف الحلق أو متلازمة جفاف الفم.